# Scythris pseudolocustella
Scythris pseudolocustella is een vlinder uit de familie dikkopmotten (Scythrididae). De wetenschappelijke naam is voor het eerst geldig gepubliceerd in 1990 door Passerin d'Entreves & Vives.
De soort komt voor in Europa.